# Lijst van nummer 1-hits in Oostenrijk in 2013
Deze hits stonden in 2013 op nummer 1 in de Ö3 Austria Top 40, de bekendste hitlijst in Oostenrijk.
| Datum        | Artiest                       | Titel                 |
| ------------ | ----------------------------- | --------------------- |
| 4 januari    | Cro                           | Einmal um die Welt    |
| 11 januari   | The Script & will.i.am        | Hall of Fame          |
| 18 januari   | The Script & will.i.am        | Hall of fame          |
| 25 januari   | will.i.am & Britney Spears    | Scream & shout        |
| 1 februari   | will.i.am & Britney Spears    | Scream & shout        |
| 8 februari   | will.i.am & Britney Spears    | Scream & shout        |
| 15 februari  | Andreas Gabalier              | Go for gold           |
| 22 februari  | Andreas Gabalier              | Go for gold           |
| 1 maart      | Andreas Gabalier              | Go for gold           |
| 8 maart      | will.i.am & Britney Spears    | Scream & shout        |
| 15 maart     | Passenger                     | Let her go            |
| 22 maart     | Passenger                     | Let her go            |
| 29 maart     | Passenger                     | Let her go            |
| 5 april      | Passenger                     | Let her go            |
| 12 april     | Passenger                     | Let her go            |
| 19 april     | P!nk & Nate Ruess             | Just give me a reason |
| 26 april     | P!nk & Nate Ruess             | Just give me a reason |
| 3 mei        | Wax                           | Rosana                |
| 10 mei       | Wax                           | Rosana                |
| 17 mei       | Wax                           | Rosana                |
| 24 mei       | Beatrice Egli                 | Mein Herz             |
| 31 mei       | Daft Punk & Pharrell Williams | Get lucky             |
| 7 juni       | Daft Punk & Pharrell Williams | Get lucky             |
| 14 juni      | Robin Thicke, T.I. & Pharrell | Blurred lines         |
| 21 juni      | Robin Thicke, T.I. & Pharrell | Blurred lines         |
| 28 juni      | Robin Thicke, T.I. & Pharrell | Blurred lines         |
| 5 juli       | Robin Thicke, T.I. & Pharrell | Blurred lines         |
| 12 juli      | Avicii                        | Wake me up            |
| 19 juli      | Avicii                        | Wake me up            |
| 26 juli      | Avicii                        | Wake me up            |
| 2 augustus   | Avicii                        | Wake me up            |
| 9 augustus   | Avicii                        | Wake me up            |
| 16 augustus  | Avicii                        | Wake me up            |
| 23 augustus  | Avicii                        | Wake me up            |
| 30 augustus  | Avicii                        | Wake me up            |
| 6 september  | Avicii                        | Wake me up            |
| 13 september | Katy Perry                    | Roar                  |
| 20 september | Katy Perry                    | Roar                  |
| 27 september | Olly Murs                     | Dear Darlin'          |
| 4 oktober    | Olly Murs                     | Dear Darlin'          |
| 11 oktober   | Olly Murs                     | Dear Darlin'          |
| 18 oktober   | James Blunt                   | Bonfire heart         |
| 25 oktober   | Olly Murs                     | Dear Darlin'          |
| 1 november   | Avicii                        | Hey brother           |
| 8 november   | Klingande                     | Jubel                 |
| 15 november  | Klingande                     | Jubel                 |
| 22 november  | Klingande                     | Jubel                 |
| 29 november  | Pitbull & Ke$ha               | Timber                |
| 6 december   | Milky Chance                  | Stolen dance          |
| 13 december  | Pitbull & Ke$ha               | Timber                |
| 20 december  | Pitbull & Ke$ha               | Timber                |
| 27 december  | Geen lijst verschenen         | Geen lijst verschenen |